# 熟悉路線效應
熟悉路線效应是一种认知偏誤，旅行者会根据他们对路线的熟悉程度以不同的方式估计到達目的地所需的时间。他們會認為，经常行走的路线會比不熟悉的路线花费的时间更短。当比較一條熟悉的路線和陌生的路線花費時間長短時，他們認為陌生路線花費時間較長，由此產生出熟悉路線效應。这种影响在受试者开车时最为显着，但对于行人和公共交通工具的使用者来说亦適用。科學家們注意到這種效應己經有几个世纪，但在丹尼尔·卡尼曼和阿摩司·特沃斯基进行的早期“启发式和偏见”研究之后，人們在1980 年代和 1990 年代才首次进行熟悉路線效應科学研究。 
跟斯特魯普效應非常相似， 驾驶员使用熟悉的路线时花費较少认知判斷，因此低估了穿越熟悉的路线所需的时间。

## 參看
- 測量精度
- 可用性启发式
- 认知偏誤列表
- 韦伯-费希纳定律